# Beitbridge Bulawayo Railway
Le Beitbridge Bulawayo Railway ou BBR est une compagnie privée chargée de construire et d'exploiter une liaison ferroviaire directe entre l'Afrique du Sud et le Zimbabwe en évitant le passage par le Botswana.

## Histoire
La compagnie est un consortium fondé par des financiers sud-africains et internationaux. Le chemin de fer relie Bulawayo, deuxième ville du Zimbabwe, à Beitbridge, sur la frontière sud-africaine. Il est construit en un temps record de 16 mois, pour une somme de 85 millions de dollars. D'après le contrat, la ligne doit être rétrocédée gratuitement aux NRZ après une période de 30 ans.
La ligne de Beitbridge à Bulawayo est inaugurée le 15 juillet 1999. L'exploitation est sous-traitée à Spoornet. Sa mise en service a un impact profond sur le trafic de marchandises des Botswana Railways, qui tombe aussitôt de 90 000 à 10 000 tonnes. Par la suite, la compagnie se voit confier la construction d'une ligne de Harare à Chitungwiza, pour une somme de 270,5 millions de dollars. Mais le contrat est dénoncé par le gouvernement du Zimbabwe en 2002.

## Infrastructure
La ligne, essentiellement destinée au trafic de marchandises, longue de 350 km, elle relie Beitbridge, à la frontière entre l'Afrique du Sud et le Zimbabwe, à Bulawayo, la zone urbaine la plus industrialisée du pays.